# Кастельвеккана
Кастельвеккана (італ. Castelveccana) — муніципалітет в Італії, у регіоні Ломбардія, провінція Варезе.
Кастельвеккана розташована на відстані близько 550 км на північний захід від Рима, 70 км на північний захід від Мілана, 20 км на північний захід від Варезе.
Населення — 1994 особи (2014).

## Демографія
Населення за роками:

Станом на 1 січня 2023 року в муніципалітеті офіційно проживали 134 іноземці з 31 країни, серед них 56 громадян країн Євросоюзу та 7 громадян України.

## Сусідні муніципалітети
- Брента
- Казальцуїньо
- Читтільйо
- Гіффа
- Лавено-Момбелло
- Оджеббіо
- Порто-Вальтравалья